# Roger Corman

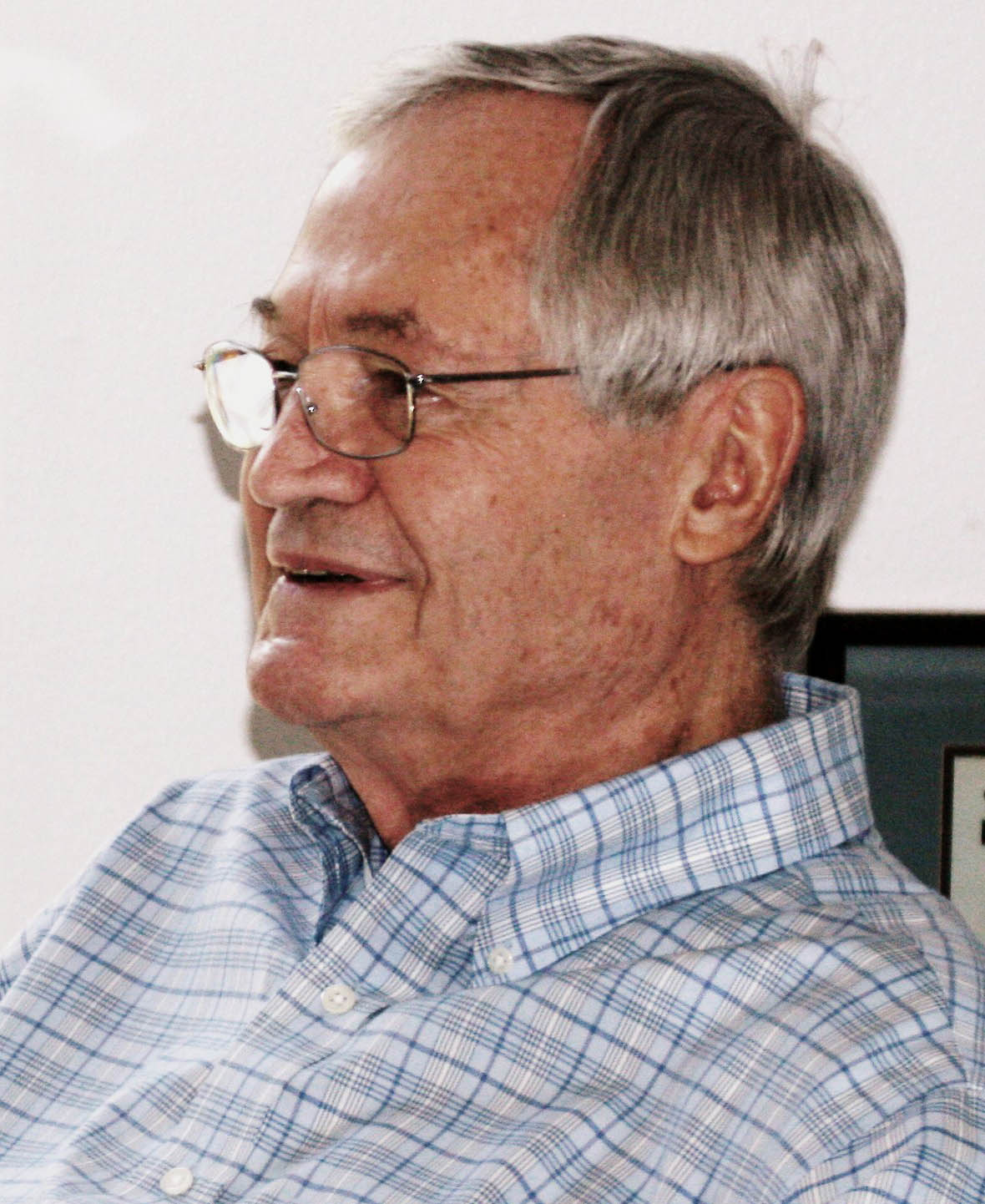
Roger Corman

Roger William Corman (n. 5 aprilie 1926, Detroit, Michigan, SUA – d. 9 mai 2024, Santa Monica, California, SUA),  a fost un prolific producător și regizor american de filme cu buget redus, unele dintre acestea atingând succesul din partea criticilor: ciclul său de filme derivă, de exemplu, din scrierile lui Edgar Allan Poe.
Corman, poreclit câteodată King of The Bs („Regele filmelor de categoria B”),  a glumit odată spunând că ar putea face un film despre prăbușirea Imperiului Roman cu doi figuranți și o salcie.
A regizat primele filme în 1955. În 1970 a înființat New World Pictures, companie independentă de distribuție, care a produs filmele unor regizori tineri și necunoscuți. În 1983, a fondat Concorde-New Horizons. Realizator foarte prolific, recunoscut pentru seria filmelor de groază și pentru ajutorul acordat în calitate de producător la lansarea și impunerea unor tinere talente (Peter Bogdanovich, Francis Ford Coppola, Martin Scorsese).

## Filme
Ca regizor
- 1955 Five Guns West
- 1955 Apache Woman
- 1955 Ziua în care s-a sfârșit lumea (Day the World Ended)
- 1956 Swamp Women
- 1956 The Oklahoma Woman
- 1956 Gunslinger
- 1956 It Conquered the World
- 1957 Naked Paradise
- 1957 Carnival Rock
- 1957 Not of This Earth
- 1957 Atacul crabilor monștri (Attack of the Crab Monsters)
- 1957 The Undead
- 1957 Rock All Night
- 1957 Teenage Doll
- 1957 Sorority Girl
- 1957 The Saga of the Viking Women and Their Voyage to the Waters of the Great Sea Serpent
- 1958 I, Mobster
- 1958 War of the Satellites
- 1958 Machine-Gun Kelly
- 1958 Teenage Cave Man
- 1958 She Gods of Shark Reef
- 1959 A Bucket of Blood
- 1959 The Wasp Woman
- 1960 Ski Troop Attack
- 1960 House of Usher
- 1960 Prăvălia groazei (The Little Shop of Horrors)
- 1960 Last Woman on Earth
- 1961 Atlas
- 1961 Creature from the Haunted Sea
- 1961 The Pit and the Pendulum
- 1962 The Premature Burial
- 1962 The Intruder
- 1962 Tales of Terror
- 1962 Tower of London
- 1963 The Young Racers
- 1963 Corbul (The Raven)
- 1963 Teroarea (The Terror)
- 1963 Palatul bântuit
- 1963 X: The Man with the X-ray Eyes
- 1964 The Masque of the Red Death
- 1964 The Secret Invasion
- 1964 The Tomb of Ligeia
- 1966 The Wild Angels
- 1967 The St. Valentine's Day Massacre
- 1967 The Trip
- 1969 Target: Harry
- 1970 Bloody Mama
- 1971 Gas-s-s-s
- 1971 Baronul Roșu (Von Richthofen and Brown)
- 1990 Frankenstein dezlănțuit (Frankenstein Unbound)